# Sharon Mansur

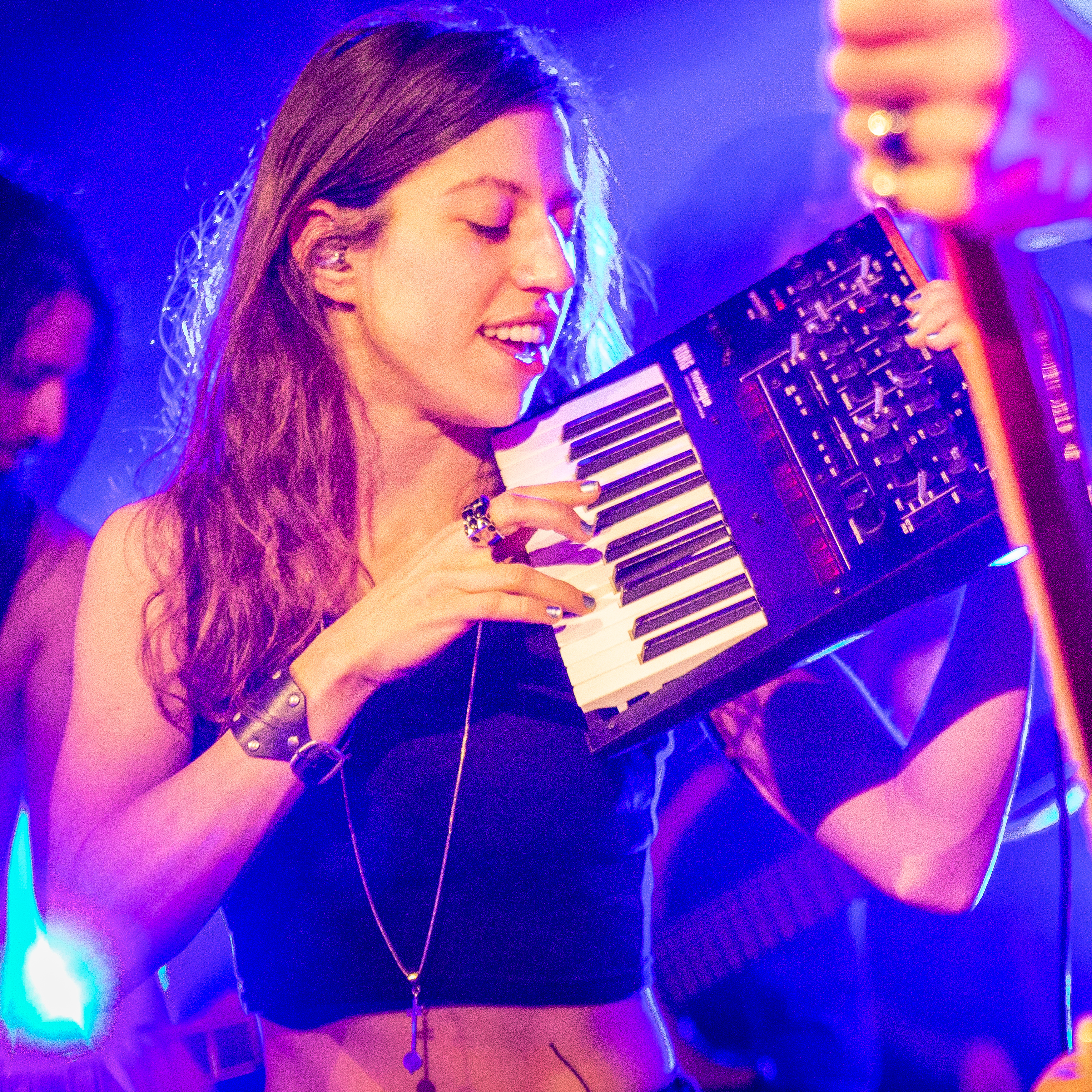
Sharon Mansur, 2019

Sharon Mansur (hebräisch שרון מנסור; * um 1996 in Israel) ist eine israelische Fusionmusikerin (Piano, Keyboards, Komposition).

## Leben und Wirken
Mansur, die in Haifa aufwuchs, erhielt achtjährig klassischen Klavierunterricht. Mit 16 Jahren wechselte sie zum Keyboard und schloss sich einer lokalen Metal-Band an. Später entdeckte sie ihre Faszination für Improvisation in Funk- und Bluesbands. Nach dem Ableisten ihres Wehrdienstes begann sie an der Rimon-Schule Jazz zu studieren; an der Jerusalem Music Academy schloss sie ihr Studium ab. 
In den folgenden Jahren wechselte Mansur zwischen den Genres der Weltmusik, der Rockmusik, des Funk und der elektronischen Musik und tourte mit Yossi Fine & Ben Aylon, mit denen das Album Blue Desert (2018) entstand. Dann entwickelte sie als Sasha Soloprogramme (The Gap, 2021) und gründete ihr Piano- und Synthesizer-Trio mit dem Bassisten David Michaeli (Shalosh) und dem Schlagzeuger David Sirkis. Dessen Debütalbum Trigger, das 2025 bei ACT erschien, erhielt gute Kritiken. Sie ist auch auf Alben von Orphaned Land und King'N'Doom Feat. Cheikh Lô zu hören.